# Tingsrätt
Tingsrätt är en domstol med första instans och allmän underrätt i både Sverige från 1971 och i Finland från 1 december 1993. Även i Norge har det norska tingrett från år 2002 ersatt de tidigare byrett och herredsrett. I Danmark har man en motsvarande underrätt som heter byret. 

## Sverige

### Historisk utveckling
Tingsrätterna som instiftades i Sverige 1971 ersatte härads- och rådhusrätterna. Rådhusrätterna fanns då i 27 av landets större städer, medan de övriga städerna låg under häradsrätterna (häradstingen). De senare fanns utspridda på landsbygden. Därmed var de första rättsinstanserna lika över hela landet.
År 1995 fanns 96 tingsrätter i Sverige. Sedan 1999 har antalet skurits ned betydligt till dagens 48 (hösten 2010), och antalet förväntas på sikt vara nere i cirka 40 stycken totalt inom hela landet. Främst försöker man koncentrera tingsrätterna till residensstäderna i mindre län samt till de större städerna.
Begreppet tingsrätt nyskapades inte vid reformen 1971, utan fanns belagt redan på 1600-talet, då vanligen i betydelsen häradsrätt. 
Fram till 1990 skulle varje verksamhetsår i tingsrätten, i enlighet med 1686 års kyrkolag, inledas med en tingspredikan i någon av Svenska kyrkans gudstjänstlokaler, eller på det aktuella tingsstället. Vissa domstolar har bevarat detta åliggande.

### Administrativ indelning
En tingsrätts geografiska område för rättsskipning kallades före 1 juli 2018 för domsaga, för att därefter kallas domkrets. Ett exempel: Blekinge tingsrätt dömer i normalfallet för brott som begåtts inom domkretsen för Blekinge tingsrätt, vilken består av kommunerna Karlskrona, Ronneby, Karlshamn, Olofström och Sölvesborg. Domstolen har sitt kansli i Karlskrona, där den vanligen håller rättegångar. Ytterligare ett tingsställe finns i Karlshamn där rättegångar kan ske, men utan någon fast anställd expedition.
2010 fanns i Sverige 48 tingsrätter. De var placerade i något större städer. Varje tingsrätt har en eller flera kommuner som sitt upptagningsområde (domkrets). Nedan listas orterna efter län, från norr mot söder, grupperat efter respektive hovrätts domkrets:
Hovrätten för Övre Norrland (Umeå)
- Norrbottens län: Gällivare, Haparanda och Luleå
- Västerbottens län: Skellefteå, Lycksele och Umeå

Hovrätten för Nedre Norrland (Sundsvall)
- Jämtlands län: Östersund
- Västernorrlands län: Härnösand och Sundsvall
- Gävleborgs län: Hudiksvall och Gävle

Svea hovrätt (Stockholm)
- Dalarnas län: Mora och Falun
- Uppsala län: Uppsala
- Västmanlands län: Västerås
- Stockholms län: Norrtälje, Sollentuna, Solna, Stockholm, Nacka, Flemingsberg och Södertälje
- Södermanlands län: Eskilstuna och Nyköping
- Gotlands län: Visby

Hovrätten för Västra Sverige (Göteborg)
- Värmlands län: Karlstad
- del av Västra Götalands län: Vänersborg, Uddevalla, Alingsås, Göteborg och Borås
- Hallands län: Varberg och Halmstad

Göta hovrätt (Jönköping)
- Örebro län: Örebro
- del av Västra Götalands län: Skövde
- Östergötlands län: Norrköping och Linköping
- Jönköpings län: Jönköping och Eksjö
- Kalmar län: Kalmar
- Kronobergs län: Växjö

Hovrätten över Skåne och Blekinge (Malmö)
- Skåne län: Malmö, Lund, Helsingborg, Hässleholm, Kristianstad, Ystad
- Blekinge län: Karlskrona

Vid större geografiska avstånd är det vanligt att tingsrätten förfogar över ett eller flera tingsställen, lokaler dit rätten reser vid behov av förhandling. Parter i målet slipper på så vis resa långa avstånd, vilket besparar domstolens utgifter för betalningar av reseersättningar och förlorad arbetsinkomster. Normalt är ingen av tingsrättens personal fast stationerad på domsagan, utan enbart på huvudorten (kansliorten).

### Inskrivningsmyndigheter
Inskrivningsmyndighetern sorterar sedan den 1 juni 2008 under Lantmäteriet. Tingsrätten är överinstans till Inskrivningsmyndigheten och prövar överklaganden av vissa av myndighetens beslut.

### Rättens sammansättning vid avgöranden
Tingsrättens dömande jurister utgörs av lagmän, chefsrådmän, rådmän, assessorer, fiskaler, beredningsjurister och notarier. Vid förhandlingar i brottmål består tingsrätten i regel av en lagfaren domare (dvs. lagman, chefsrådman, rådman, assessor, fiskal, beredningsjurist eller notarie) samt tre nämndemän. Nämndemännen väljs av kommunfullmäktige och ingår i en så kallad nämnd. Nämndemännen behöver inte vara jurister.
Lagmän, chefsrådmän och rådmän är ordinarie ledamöter, vilket innebär att deras anställningar är skyddade enligt 11 kap. 7 § regeringsformen. Ordinarie domare utses av regeringen. Lagmannen är chef för tingsrätten. En chefsrådman är chef för en avdelning inom tingsrätten.
En hovrättsassessor (assessor) är en domare som genomgått en 4-årig praktisk utbildning i hovrätt och tingsrätt men som inte har någon fast anställning vid en speciell tingsrätt. En fiskal (tingsfiskal) är en domare under sådan utbildning. En beredningsjurist har fullgjort notarietjänstgöring och får döma i vissa mål (bötesmål och mindre tvistemål). En tingsnotarie (notarie), som ofta är det första arbete en nyutexaminerad jurist har, för i början av sin tjänstgöring protokollet vid huvudförhandlingarna i tingsrätten men får i slutet av tjänstgöringen även döma i enklare mål. En notarietjänstgöring varar i regel i 2 år.
Vid förhandlingar i tvistemål består rätten av en eller tre lagfarna domare. En huvudförhandling i ett tvistemål med tre domare brukar kallas för tresits. I familjemål kan även nämndemän ingå i rätten.

### Överinstans
Tingsrätten är överinstans vid överklagande av vissa beslut från bland andra:
- Kronofogdemyndigheten (exempel: utsökningsärenden och skuldsanering)
- Bolagsverket (exempel: tvångslikvidation)
- Lantmäteriet (exempel: inskrivning)
- Överförmyndaren (exempel: arvode till god man och förvaltare)
- Polismyndighet (exempel: beslut om parkeringsanmärkningar)

### Överklagande
En tingsrätts domar och beslut överklagas i regel till en hovrätt. Domar och beslut i arbetstvister som handlagts i tingsrätten överklagas dock till Arbetsdomstolen. Beslut i frågor om utfående av allmänna handlingar från tingsrättens administrativa avdelning överklagas till en kammarrätt.

### "Hissprövning"
I dispositiva tvistemål får tingsrätten, enligt 56 kap. 13 § rättegångsbalken, med parternas samtycke hänskjuta en viss fråga i målet direkt till prövning av Högsta domstolen. Detta brukar kallas för "hissprövning" eller "hissen" eftersom man går förbi hovrätten.

## Finland
Finland har 27 tingsrätter, och en tingsrätts högsta chef kallas lagman och övriga domare för tingsdomare. I vissa ärenden används nämndemän. Längst ner listas tingsrätterna grupperat efter respektive hovrätts domkrets.